# Plectrohyla acanthodes
Plectrohyla acanthodes es una especie de anfibio anuro de la familia Hylidae.
Habita en el oeste de Guatemala y en Chiapas (México).
Sus hábitats naturales son los montanos secos y los ríos. Está amenazada de extinción por la destrucción de su hábitat natural.